# Haley Hudson
Haley Hudson (* 14. Juni 1986 in Los Angeles, Kalifornien, USA) ist eine US-amerikanische Schauspielerin und Sängerin.

## Filmografie
- 2003: Lizzie McGuire (als Clementine) (1 Gastauftritt)
- 2003: Freaky Friday – Ein voll verrückter Freitag (als Peg)
- 2005: Sweet Pea (als Laura)
- 2006: Sons & Daughters (als Estee) (1 Gastauftritt)
- 2007: Look (als Amanda)
- 2008: Killer Pad (als Morgan)
- 2005–2008: Weeds – Kleine Deals unter Nachbarn (als Quinn Hodes) (3 Gastauftritte)
- 2008: Terminator: The Sarah Connor Chronicles (als Sydney) (1 Gastauftritt)
- 2008: The Inner Circle (als Rose Brown)
- 2009: Marley & Ich (als Debby)
- 2009: Making Change (als Dolla)
- 2009: Killer Expendables (als Maggie)
- 2012: The Pact (als Stevie)
- 2025: Freakier Friday

## Singles
- 2003: Take me away (aus dem Soundtrack von Freaky Friday – Ein voll verrückter Freitag)